# Processó del Sant Enterrament de Tarragona
El Sant Enterrament de Tarragona és un dels actes de la Setmana Santa de Tarragona, consistent en una processó que comença i acaba a l’Església de Natzaret, fent un ampli recorregut pel centre històric de Tarragona. Declarada Element Festiu Patrimonial d'Interès Nacional per la Generalitat de Catalunya, més de 30.000 espectadors s'aglutinen pels carrers de la Part Alta per presenciar en silenci el que el poeta Salvador Espriu batejà com “La Mort caminada”.
S’inicia sempre a la Plaça del Rei i passa entre d'altres pel Passeig de Sant Antoni, Portal de Sant Antoni, Plaça Sant Antoni, Descalços, Arc de Sant Llorenç, Pla de Palau, Mare de Déu del Claustre, Escrivanies Velles, Plaça de la Seu, Les Coques, Pare Iglesies, Merceria, Plaça de les Cols, Major, Baixada Misericòrdia, Plaça de la Font, Sant Fructuós,Comte de Rius, Rambla Nova, Sant Agustí, Rambla Vella, Sant Oleguer, Baixada Peixateria per acabar allà on havia començat, a la Plaça del Rei. A la processó hi participen els Armats de la Reial i Venerable Congregació de la Puríssima Sang de Nostre Senyor Jesucrist de Tarragona, els penitents i les dotze confraries i associacions que acompanyen els respectius passos: vint en total.
El protocol de la Processó segueix un ordre marcat pel guió i la tradició: cada confraria té la seva posició en la processó i és responsable de dur un o més passos; són els membres de cada confraria qui duen a pes la figura que simbolitza un episodi de la passió i mort de Jesucrist. Molts d’aquests passos van ser destruïts durant la guerra civil espanyola, i es van haver de construir de nou, només alguns com la Jesús de Natzaret. Més de 3.000 persones col·laboren de manera directa en la Processó popular si comptem tots participants i integrants de les bandes de música.

## Història
La processó del Sant Enterrament s’emmarca dins els actes de la Setmana Santa tarragonina, conjunt d'actes reconeguts com a festa local d'interès turístic per la Generalitat de Catalunya l'any 2009. És l’únic acte conjunt de totes les associacions religioses tarragonines i recrea la Passió i Mort de Jesucrist. Esdevé una de les manifestacions de religiositat popular més rellevants de la ciutat. La Setmana Santa a Tarragona està lligada de manera indissoluble a la Reial i Venerable Congregació de la Puríssima Sang de Nostre Senyor Jesucrist fundada el 1545. La Congregació és la creadora i organitzadora de la Processó des dels seus orígens, que segons Salvat i Bové data de 1550, quan la desfilada religiosa se celebrava el dijous amb el nom de Processó General de Dijous Sant. El segle xvii, les epidèmies i guerres, especialment la dels Segadors, sumeixen la confraria en un estat precari, malgrat el qual aconsegueix sobreviure. Durant aquest període es funden nous gremis a la ciutat i s’amplien les confraries. Aquesta tendència segueix al llarg del segle xviii, amb l’aparició de nous passos a la processó. Arribats al segle xix, la Guerra del Francès convulsiona la ciutat, la misèria i les epidèmies, deixen seqüeles importants en tots els estaments ciutadans i la processó deixa de sortir entre 1809 i 1814 Coincidint amb la reforma d'estatuts de l'any 1858 presentada a l'arquebisbe Dr. Costa i Borràs, es disposa traslladar la Processó al Divendres Sant, quedant definitivament instaurada aquest dia. La implementació de les reformes significa també la prohibició de les cadenes que arrossegaven els penitents, la supressió dels pregoners que anunciaven els passos i indulgències de Setmana Santa i les creus pesades. Els personatges bíblics humans que sortien a la processó també es veuen afectats mentre que els armats es mantenen. Tanmateix es prohibia l’assistència a la processó de les dones i els infants menors de 7 anys, “les primeres perquè donava marge a l'escàndol i els segons entorpien la marxa de la processó”. Tot aquest conjunt de mesures adoptades representen un dels canvis més importants que haurà sofert la Processó tarragonina en tots els temps.
A finals de segle, la situació política -proclamació de la I República-, genera controvèrsia i durant anys es produeixen incidents durant la processó. El 1886 la processó defineix l'essència del recorregut que arriba fins als nostres dies. Ha estat un segle de canvis i de renovació de confraries i gremis; de definició d’usos i costums. Amb l’arribada del segle xx, es funden noves confraries es tallen nous misteris i la Setmana Santa obté fama i reconeixement, s’editen fullets i cartells i es fa una gran difusió de la Processó tarragonina. El 14 d’abril de 1933, dia de la proclamació de la II República, cau en Divendres Sant i la Processó no se celebra ni tampoc l’any següent. La guerra civil significa un altre parèntesi forçat en la vida de la processó i les agrupacions es queden sense el patrimoni de segles. Es cremen nombrosos passos, vestimentes, estris, documents...
A partir de 1940, els esforços de recuperació són importants: els nous passos tornen a sortir al carrer i es creen noves germandats. Durant gran part del segle xx, la Processó viu una llarga etapa de ressorgiment que s’ha perpetuat, en essència, fins als nostres dies.
La Processó al llarg d’aquests segles només s’ha vist interrompuda per les guerres: Guerra dels Segadors (1640-1652), Guerra de la Independència o del Francès (1809-1814); Guerra Carlista, el 1838; suspensió durant la I (1873) i II República (1932 a 1934) i durant la Guerra Civil Espanyola entre 1936 i 1939; per situacions de misèria (1802, 1823); per les pluges (1822, 1826, 1865, 1874, 1969, 2002) i per la pandèmia de la Covid-19 (2020 i 2021).

## Descripció
Els armats, els passos, els penitents i els improperis, la música i les banderes, són els elements tradicionals que configuren la Processó.
La processó que comença i acaba a l’Església de Natzaret, fa un ampli recorregut pel nucli antic de Tarragona. S’inicia sempre a la Plaça del Rei i passa pel Passeig de Sant Antoni, Portal de Sant Antoni, Plaça Sant Antoni, Descalços, Arc de Sant Llorenç, Pla de Palau, Mare de Déu del Claustre, Escrivanies Velles, Plaça de la Seu, Les Coques, Pare Iglesies, Merceria, Plaça de les Cols, Major, Baixada Misericòrdia, Plaça de la Font, Sant Fructuós, Comte de Rius, Rambla Nova, Sant Agustí, Rambla Vella, Sant Oleguer, Baixada Peixateria per acabar allà on havia començat, a la Plaça del Rei.
A la processó hi participen els Armats de la Reial i Venerable Congregació de la Puríssima Sang de Nostre Senyor Jesucrist, els penitents i les dotze confraries i associacions que acompanyen els respectius passos: vint en total.
El protocol de la Processó segueix un ordre marcat pel guió i la tradició: cada confraria té la seva posició en la processó i és responsable de dur un o més passos; són els membres de cada confraria qui duen a pes la figura que simbolitza un episodi de la passió i mort de Jesucrist.
Molts d’aquests passos van ser destruïts durant la guerra civil espanyola, i es van haver de construir de nou, només la talla del Crist del Sant Sepulcre del Gremi de Pagesos, el Pas del Cirineu i bona part del pas de Jesús Natzarè de la Germandat del mateix nom van resistir la confrontació.
Més de 3.000 persones col·laboren de manera directa en la Processó popular si comptem tots participants i integrants de les bandes de música.

### Ritual
1- Cohort Romana formada pels Armats de la Reial i Venerable Congregació de la Puríssima Sang de Nostre Senyor Jesucrist. La seva presència està documentada des del 1758 -segons una acta de la Junta de Congregació de la Sang- i el nombre actual de components és de 30 soldats i 2 caps de fila -vestits amb capa vermella-, 6 tocadors de tabals –amb capa blanca-, un tocador de trompeta, un signífer, quatre portadors d’atxes i un “Capità Manaies”.
A la tarda de Divendres Sant, després d'un solemne i íntim acatament al Sant Crist de la Sang a l'interior de l'església de Natzaret, els Armats per iniciar la recollida dels Misteris de totes les associacions per diferents localitzacions de la ciutat i dur-los fins a la Plaça del Rei, punt de sortida de la processó.
Els Armats destaquen per la seva imatge solemne durant els diversos acataments a la tarda de Divendres Sant i quan realitzen les “passades” durant la Processó: reverència, passada d’un, passada de dos, formació i passada de quatre, creuament i cadena, tot colpejant amb força les llances al terra.
Al vespre, comença l’acte processional més solemne de la Setmana Santa a Tarragona. Els Armats obren el seguici encapçalats pel capità Manaies. La seva presència i la seva vestimenta s’ha anat adaptant al pas dels anys. L’any 1936 es destrueixen tots els vestits del armats i l’any 1940 quan tornen a participar en la Processó llueixen vestuari nou que s’ha anat millorant cada any, de mica en mica, fins a l’actualitat. El vestuari vigent, ha estat renovat en diverses etapes des de l'any 2012. Els armats vesteixen roba blanca amb sanefa de cuir, a sobre una cuirassa, casc, escut i canellera metàl·liques de tonalitat daurades. Tots els components metàl·lics estan treballats amb relleus. A la mà dreta porten una llança llarga amb dues anelles metàl·liques entre la punta de la llança i el mànec que li dona el so característic quan aquesta colpeja el terra, i a la mà esquerra duen un escut. Les sandàlies de pell de mitja canya i les mitges blanques completen la seva indumentària. Els cascs llueixen una crinera grana per als soldats i el capità, blanca per al signífer i blava per als timbalers i trompeta. Tots els membres de la cohort romana porten capa de color grana excepte els tambors i el trompeta que és blanca. El Signífer porta un estendard amb la inscripció C.I.V.T.TARRACO i COHORS I AUGUSTA.
2- Bandera Negra de la Reial i Venerable Congregació de la Puríssima Sang de Nostre Senyor Jesucrist i matraques. La Congregació disposa de dues banderes, la principal i la negra. Aquesta última ja consta en els inventaris del segle xvi. L’actual és de 1939 i obre el pas de la processó. Portada per un congregant s’acompanya de les matraques, instrument antic usat per Setmana Santa en substitució de les campanes.
3- “Sant Sopar” del gremi de Marejants. Data de fundació 1759. Representa els dotze apòstols asseguts al voltant de la taula; és obra de l’artesà Emili Solé Carcolé feta el 1995. Una banda de tambors acompanya als congregants vestits de negre amb pitet triangular blau marí.
4- "L'Oració a l’Hort” de l’Associació La Salle mostra el moment de l’oració de Jesús. El pas porta una olivera que es renova cada any. Els autors són els artistes Messeguer-Rius de Barcelona i van construir el misteri el 1942. Una banda de tambors i una banda de música acompanya el pas.
5- “Vetlleu i Pregueu” de l’Associació Antics Alumnes de La Salle. Simbolitza el moment en què Jesús convida als seus deixebles a vetllar i pregar per ell. Claudi Rius és l’autor del grup escultòric fet el 1943. Els associats duen vesta morada, punys i estola granat, cucurulla morada o gorgera blanca amb cinta grana.
6- “Presa de Jesús” de la Confraria de Pescadors. El pas de 1956 és obra de Jaume Satorras i consta de cinc talles de fusta policromada que representa el moment de la detenció de Jesús. Els confrares porten vesta i cucurulla blau gris i faixa blau marí i van acompanyats d’ una banda de tambors.
7- “La Flagel·lació” dels Aspirants de la Reial i Venerable Congregació de la Puríssima Sang simbolitza el moment en què Jesús es flagel·lat. La talla d’Innocenci Soriano-Montagut, és de 1948. Els aspirants duen vesta blanca i estola vermella i s’acompanyen de banda pròpia.
8- “Cristo del Buen Amor” i “Nuestra Senyora de la Amargura con San Juan Evangelista” són els passos de la Cofradía del Cristo del Buen Amor y Nuestra Señora de la Amargura con San Juan Evangelista. El primer misteri, que representa Jesús coronat d’espines i flagel·lat és obra de Maria Mercè Bessó i Carreras feta en fusta de cedre el 1996. El segon, que representa la Verge de l'Amargura acompanyada per Sant Joan camí del Calvari és obra de Jesús Méndez Lastrucci realitzat l'any 2006. És la darrera confraria que s’ha incorporat a la Processó. Concorre amb una banda de cornetes i tambors i la indumentària dels confrares és una túnica blanca i faixí, capa i cucurulla de color lila.
9- “L’Ecce Homo”, de la Germandat del mateix nom fundada entre 1868 i 1871, mostra Pilat adreçant-se als jueus i presentant Jesús tot dient: “Aquí teniu l’home!”. Obra d’Emili Solé va ser creada el 1994. La indumentària és negre amb capa grana i escapulari blanc, cucurulla grana o gorgera blanca amb cinta grana. L’acompanyament musical correspon a una banda de tambors i sacs de gemecs.
10- “Jesús de la Passió” de la Germandat del Nostre Pare Jesús de la Passió, entitat fundada el 1940. Mostra Jesús amb la creu al coll camí del Calvari. És obra de Jordi Amenós Basora i es va estrenar el 2008. La vesta és de vellut grana amb escapulari i cua penitencial. Els aspirants porten vesta blanca i creu de vellut gravat. Una banda de tambors i tarotes acompanya el pas durant el seu recorregut.
11- El pas d’“El Cirineu”, de la Reial Germandat de Jesús de Natzarè, escenifica la primera caiguda de Jesús a la Via Dolorosa, mentre Simó de Cirene l’ajuda amb la creu i un esclau l’assota. N’és autor Antoni Parera Saurina i data de 1930; és dels pocs passos que es va salvar de la Guerra Civil. El pas l’acompanyen els aspirants, que porten vesta, pitet i cua penitencials negres, i el Cor infantil amb vesta negra sense cua i amb pitet blanc. El segon pas de “Jesús de Natzarè” anomenat també “La Verònica” i el “Pas del jaiet”, mostra la trobada de Jesús amb la seva mare en el moment en què la Verònica li eixuga el rostre. És obra del barceloní Josep Rius Mestres i fou cisellat el 1907. La imatge de Jesús és de Salvador Martorell Oller i es va reconstruir el 1940. La secció de Maries del Calvari porta vesta i cua penitencial negres amb pitet i cucurella daurats. El tercer pas de la Germandat, el grup escultòric “Jesús és despullat de les seves vestidures” representa el moment en què Jesús és despullat per un botxí abans de ser crucificat. És una obra d’Agustí Ballester feta el 1961. La música que acompanya els passos està composta per una banda de cornetes, tambors i gaites, un Cor d’Aspirants i Cobla de Ministrers. La túnica dels germans és negra.
12- La “Creu de la Passió” i els Penitents amb els improperis de la Reial i Venerable Congregació de la Puríssima Sang de Nostre Senyor Jesucrist, acompanya el pas del “Crist de la Humiliació”. Representa la imatge de Jesús defallint al pes de la creu. El pas fou cisellat per Innocenci Soriano-Montagut el 1961. Els congregants vesteixen vesta i cucurulla negres fent llum als penitents que duen tots i cadascun dels símbols més representatius de la Passió. La presència de penitents amb improperis és tan antiga com la mateixa processó i esdevenen una mostra de penitència col·lectiva i pública de la Quaresma. Tots els improperis són propietat de la Reial i Venerable Congregació de la Puríssima Sang. Els improperis, que representen els instruments de la Passió, actualment fan un total de 185 i són els següents: un càntir, sis Sibil·les, una bossa de Judes, dues llanternes, un fanal, tres creus petites, un calze, una espasa, una orella de Malcus, dues cadenes, una mà oberta, un gall, una gerra, una palangana, una capa, una columna, tres cordes, deu flagells, dues corones d’espines, una canya d'Ecce-Homo, una capa, un balconet i un tinter de Pilat, una sentència, un memento, una soga, cinquanta-tres creus, dos draps de la Verònica, tres rètols de la creu –INRI-, tres claus de crucifixió, dos martells, dues tenalles, un rellotge de sorra, trenta-una agonies, tres daus, un got de vinagre, una esponja, una llança, set plats amb cendra, una lluna, un sol, 2 platerets amb les cinc llagues, deu escales, dotze llençols, una creu de nusos i les trenta monedes o sicles de plata.
Els improperis s’atorguen mitjançant sol·licitud prèvia i posterior sorteig, si escau, d’acord amb el nombre de peticions.
Obre la desfilada d’improperis la Creu de la Passió. L’actual, de 1940, és ofrena del fuster Lluís Àvila Roca.
13- El “Sant Crist de la Sang” -imatge principal de la Processó del Sant Enterrament- pertany a la Reial i Venerable Congregació de la Puríssima Sang de Nostre Senyor Jesucrist. Simbolitza a Crist mort i crucificat. És una talla de fusta de l’artista Salvador Martorell Oller, feta el 1940. La indumentària dels congregants és negra amb gorgera blanca. Una coral acompanya la.
14- “El descendiment de la Creu” de la Congregació del Venerat Cos de Jesucrist representa el moment en què Jesús és baixat de la creu i lliurat a la seva mare mentre Maria Magdalena plora. El pas dissenyat per Robert Bohigas constava de set imatges, quatre de les quals foren cisellades el 1953. Les tres restants van ser cisellades l'any 2010 per l'escultor Melchor Gutiérrez. Una banda de tambors l'acompanya. La indumentària dels congregants és negra amb vesta, cua penitencial i cucurulla. La faixa, els botons i els guants són morats.
15- “La Pietat” és el pas del Gremi de Pagesos de Sant Llorenç i Sant Isidre, la història del qual es remunta al segle xiv. És la representació del dolor de la Mare de Déu reben el cos exànime del seu fill. L’artista és Josep M. Martisella, que el 1943 va cisellar la figura seguint el disseny de Josep M. Jujol. Els agremiats porten vesta negra i estola blanca, sense cucurulla i van acompanyats d’una banda de tambors.
16- “Retorn del Calvari” de la Il·lustre Confraria de Sant Magí, màrtir, de Barcelona (Maginets). La vinculació de la Confraria amb Tarragona és de 1941 encara que la seva fundació data de 1580. Mostra una mare adolorida acompanyada per Sant Joan, la seva germana Maria i Maria Magdalena que retornen del Calvari, camí del Sepulcre de Jesucrist. Datada el 1941 és obra de l’artista J. Salvadó i Voltas. Una banda de tambors acompanya els confrares que van vestits amb túnica negra, faixí, botons i estola grisos i gorgera blanca.
17- El “Sant Enterrament”del Gremi de Marejants, gremi que té els seus orígens al segle xiv, és un pas que simbolitza l'enterrament de Jesucrist. És una obra de 1942 de Salvador Martorell Oller. Una banda de tambors i els agremiats, vestits de negre i blau marí, acompanyen el pas.
18- “El Sant Sepulcre” del Gremi de Pagesos de Sant Llorenç i Sant Isidre. És la imatge més antiga conservada de la Setmana Santa tarragonina. Data del segle xvii i l’autor és anònim. L’urna i peanya estrenada el 1942 són de Josep M. Jujol. Una banda de tambors del Gremi marca el pas. Els pagesos porten gorgera blanca i una gran capa, també blanca, amb una creu de Jerusalem vermella.
19- “La Soledat” de la Congregació de Senyores de la Mare de Déu de la Soledat representa la immensa soledat de Maria. És una talla de fusta policromada de 1963, obra de Josep Viladomat i Massanas. Totes les dones van amb vesta negra. La música d’una banda de tambors pròpia acompanya el silenci de Maria.
20- “Bandera Principal”de la Reial i Venerable Congregació de la Puríssima Sang de Nostre Senyor Jesucrist.
21- Excm. i Rvdm. Sr. Arquebisbe de Tarragona, acompanyat dels Capitulars.
22- Presidència de la Reial i Venerable Congregació de la Puríssima Sang de Nostre Senyor Jesucrist i President de l'Agrupació d'Associacions de la Setmana Santa de Tarragona.
23- Corporació Municipal.
24- Autoritats Provincials.
25- Banda Unió Musical de Tarragona. 

## Antoni Rovira i Virgili
L'historiador de Tarragona Antoni Rovira i Virgili en parlar de la Setmana Santa de Tarragona deia: "Us diré la veritat; de la processó me’n recordo molt; però la meva visió de la Setmana Santa tarragonina és la visió dels voltants de la ciutat en aquestes diades primaverals amb sol esplèndid, amb mar i cel nets, blavíssims, amb arbres en flor, amb sentor d’aquelles tres herbes -farigola, romaní i espígol- que fan "olor de Tarragona"... Allò que jo més estimava d’aquests dies, era el silenci, la quietud, la soledat, l’ambient de meditació. Assegut en alguna pedra dels corriols que pugen per les tossals circumdants, sentia dins de mi, enmig de l’isolament exterior, totes les veus de la meva ànima, i sobretot les veus profundes que només sentim quan els sorolls de fora s’apaguen. Mai, com en aquells moments, no he vist tan noble i pura ni alta la vida de l’home, mai no he vist tan bella la naturalesa. I un lleu regust de melangia feia encara, per a mi, més amades aquelles hores de recolliment...
Tornava a la ciutat quan s’acabava de fer fosc, i aleshores veia resplandir amb vermellors d’incendi la processó del Sant Enterrament, i sentia el cop feixuc de les llances dels soldats romans, el cop dels timbals de la cohort cobert de tant en tant pel toc de trompeta que anuncia les passades, el fort trepig dels cavalls de l'escamot de la guàrdia civil que obria la marxa...
La processó ja s’havia dissolt, i a mi em quedaven, fortament impreses en la meva ment, dues imatges predominants: els carrers vermellejant al pas de les rengleres d’atxes, i la palma argentada del Sant Sepulcre movent-se amb tràgica tremolor".